# پروین پایدار
پروین پایدار (ناهید یگانه) (۷ مهر ۱۳۲۸، تبریز - ۲۸ مهر ۱۳۸۴) نویسنده فمینیست ایرانی و کارشناس مسایل زنان در دانشگاه سوآز لندن بود. 
پروین پایدار برای ادامه تحصیل به انگلستان رفت و در رشته جامعه‌شناسی کالج بیرک بک لندن تحصیل کرد و دکترای خود را در جامعه‌شناسی سیاسی گرفت و کار را با همکاری با اداره پناهندگان سیاسی بریتانیا و ترکیب آن با سرویس دانشگاه جهانی آغاز کرد.
با وقوع انقلاب ۱۳۵۷ بازگشت او و همسرش به ایران به تعویق افتاد و طی اقامت در خارج از ایران در حوزه مسائل زنان و کودکان فعالیت کرده و سال‌هایی را به فعالیت در پاکستان، ازبکستان و افغانستان و کار با مؤسسه‌هایی همچون شورای پناهندگان انگلستان، برنامه‌های خدماتی برای بوسنیا، خدمات جهانی دانشگاهی، نجات کودکان، خدمات داوطلبانه ماوراء دریاها، بنیاد توسعه برای زنان سازمان ملل ( UNIFEM ) گذراند.
پروین پایدار یکی از بنیان‌گذاران مجله «نیمه دیگر» در لندن بود که بعد از انقلاب ۱۳۵۷ نخستین نشریه فمینیستی فارسی زبان بود و نقشی مهم در تعیین خط مشی مجله داشت. سال‌های ۲۰۰۰ تا ۲۰۰۲ نیز مدیریت برنامه «نجات کودکان» در آسیای مرکزی، و سپس مدیریت برنامه در مؤسسه «خدمت داوطلبانه در ماورا دریاها» در پاکستان برعهده داشت و پس از حکومت طالبان، برای کار برای مسایل زنان به افغانستان رفت.
او برای «همکاری زنان با باورها و گرایش‌های سیاسی متفاوت و تداوم این همکاری‌ها» اهمیت بسیار قایل بود و با اینکه خود سکولار بود، بر همکاری میان زنان سکولار و اسلامی تأکید داشت و فمینیسم اسلامی را به رسمیت می‌شناخت.